# Abreißkalender

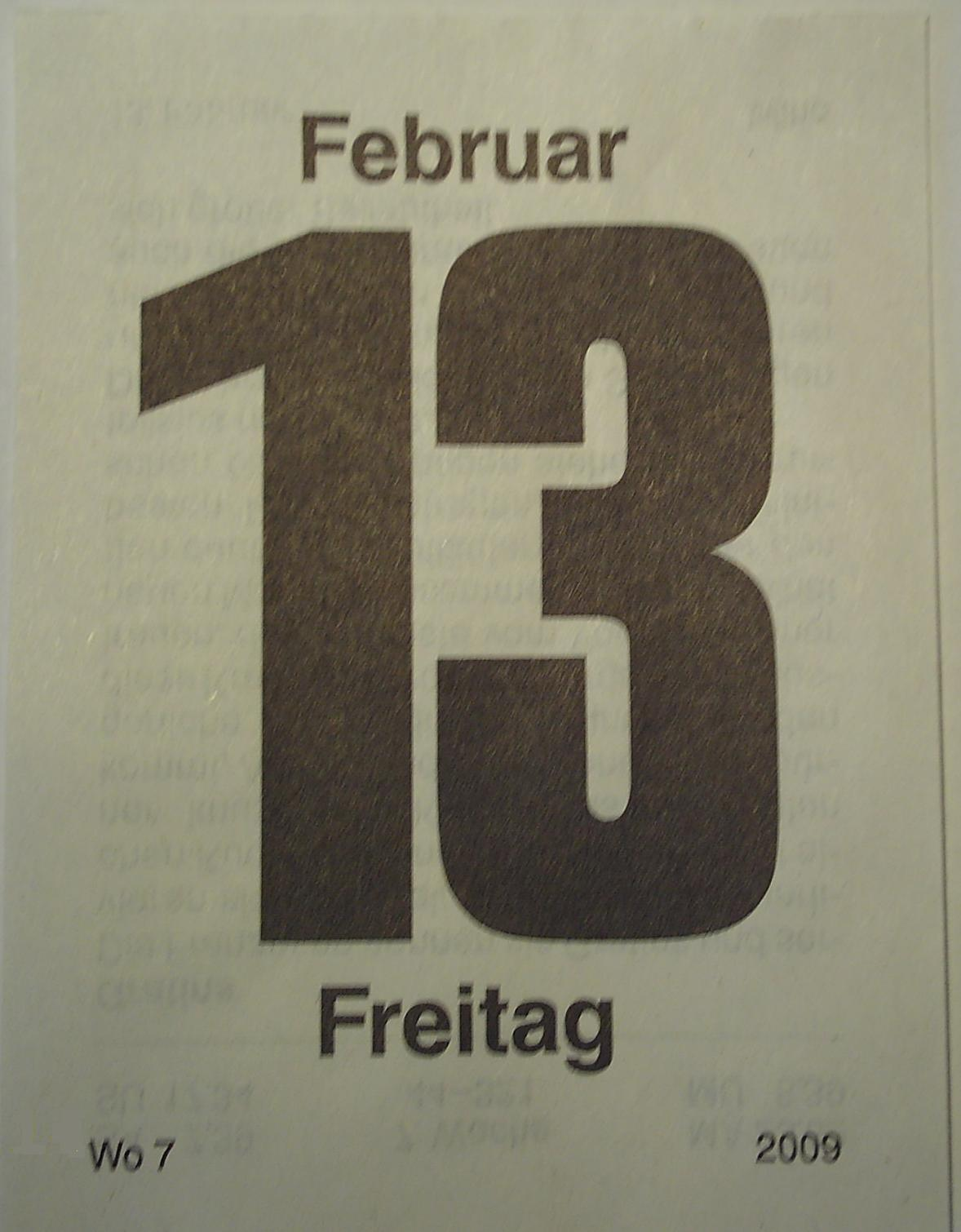
Eine Seite eines Tagesabreißkalenders

Der Abreißkalender ist eine Form des Kalendariums und kann in die Formen Tagesabreißkalender und Wochenabreißkalender unterteilt werden.
Beim Tagesabreißkalender sind Blätter in Form eines Papierblocks (Größe 1–4 × 6 cm, Größe 3–5,5 × 8 cm, Größe 4–6,5 × 10 cm, Größe 5–8,1 × 10,6 cm), für jeden Tag des Jahres eines, hintereinander angeordnet und an einem Ende abreißbar verklebt oder geheftet. Auf dem Vorderblatt wird das jeweilig aktuelle Datum (Kalendertag, Wochentag und Monat) gezeigt. Zusätzlich befinden sich dort oft Angaben zum Wochentag, Namenstag, Bezeichnung eines eventuellen Feier- oder Gedenktags, Auf- und Untergangszeiten von Mond und Sonne und Kalenderwoche. Sonn- und Feiertage sind in Rot, Samstage häufig im blassen Rot oder Orange und die restlichen Tage in Schwarz gedruckt.
Häufig werden auch Rückseiten der Einzelblätter bedruckt. Hier finden sich z. B. Zeitangaben von Gezeiten, Haushaltstipps, Kochrezepte, Anekdoten, Zitate, Witze, Rätsel, Bilder, Kuriositäten, Histörchen oder Ähnliches. Sonderformen sind z. B. Sprachkalender oder Kalender verschiedener Glaubensrichtungen bzw. Religionen.
Beim Wochenabreißkalender ist für jede Woche des Jahres jeweils ein Blatt hintereinander angeordnet.
Wohl angeregt von englischen date blocks, die seit den 1870er Jahren literarische, religiöse und erbauliche Kurztexte auf den Kalenderblättern anboten, sind deutsche Abreißkalender spätestens seit 1882 nachweisbar. So erschien 1889 ein Kalender „für das liebe Christenvolk mit deutscher Zunge mit biblischen Betrachtungen, kurzen Erzählungen und Gedichten“. Der Neukirchener Kalender, den seit 1890 gibt, hat auf der Vorderseite einen „geistlichen Impuls“ zum aktuellen Abschnitt der Ökumenischen Bibellese und auf der Rückseite eine Veranschaulichung dazu. Heutzutage sind auch Abreißkalender zum Sprachenlernen und für Quizfragen üblich.